# Józef Dziarkowski
Józef Dziarkowski (ur. w XVIII w.) – właściciel browaru, Szynku i znanej kawiarni patriotycznej oraz drukarni, polski jakobin i członek władz powstańczych w czasach insurekcji kościuszkowskiej, brat Hiacynta Dziarkowskiego, również zaangażowanego w powstaniu. Żonaty z Felicją.

## Życiorys
W kawiarni Dziarkowskiego "Na Górce" położonej w jego kamienicy przy ul. Mostowej w Warszawie (naprzeciw kościoła św. Ducha) spotykali się spiskowcy kościuszkowscy, wśród nich ks. Józef Meier, ks. Florian Jelski, Andrzej Kapostas, Jan May, Jan Kiliński, Joachim Moszyński, ks. Aleksander Martelengo (albo Martelingo; prawdopodobnie rosyjski informator) i inni członkowie konspiracji poprzedzającej wybuch powstania kościuszkowskiego.
Po wykryciu spisku przez Rosjan – pod koniec 1793 – i po pierwszych aresztowaniach w marcu 1794, jego członkowie (wśród nich Dziarkowski) wyjechali poza granice Imperium Rosyjskiego, do Krakowa. 10 maja 1794 Tadeusz Kościuszko mianował Józefa Dziarkowskiego zastępcą w Radzie Najwyższej Narodowej, po czym w końcu przybył on (najprawdopodobniej w końcu maja razem z Ignacym Potockim i Hugonem Kołłątajem) do Warszawy. Tam działał pod kierunkiem Michała Kochanowskiego w Wydziale Bezpieczeństwa. Oprócz tego pracował w komisji powołanej do oceny potrzeb Szkoły Rycerskiej i od 17 lipca kierował Deputacją Paszportową.
Rada Najwyższa Narodowa powierzyła mu też 27 października organizację obrony w 7 cyrkule miejskim.

## Źródło
- Włodzimierz Dzwonkowski: Polski Słownik Biograficzny. T. 6: Dunin Rodryg - Firlej Henryk. Kraków: Polska Akademia Umiejętności, 1948, s. 102.